# Bactra perisema
Bactra perisema es una especie de polilla del género Bactra, categorizada en la tribu Olethreutini, de la subfamilia Olethreutinae.

## Distribución
Se distribuye por Guyana.

## Taxonomía
Fue descrita por Diakonoff en 1964 y publicada en (Bactra), Zool. Verh. Leiden 70: 51.